# معروف (قندهار)
معروف (به لاتین: Maruf) یک منطقهٔ مسکونی در افغانستان است که در معروف (ولسوالی) واقع شده‌است.